# Liste der Vertriebenendenkmale in Sachsen-Anhalt
Diese Liste der Vertriebenendenkmale in Sachsen-Anhalt verzeichnet die Vertriebenendenkmale in Sachsen-Anhalt.

## Liste

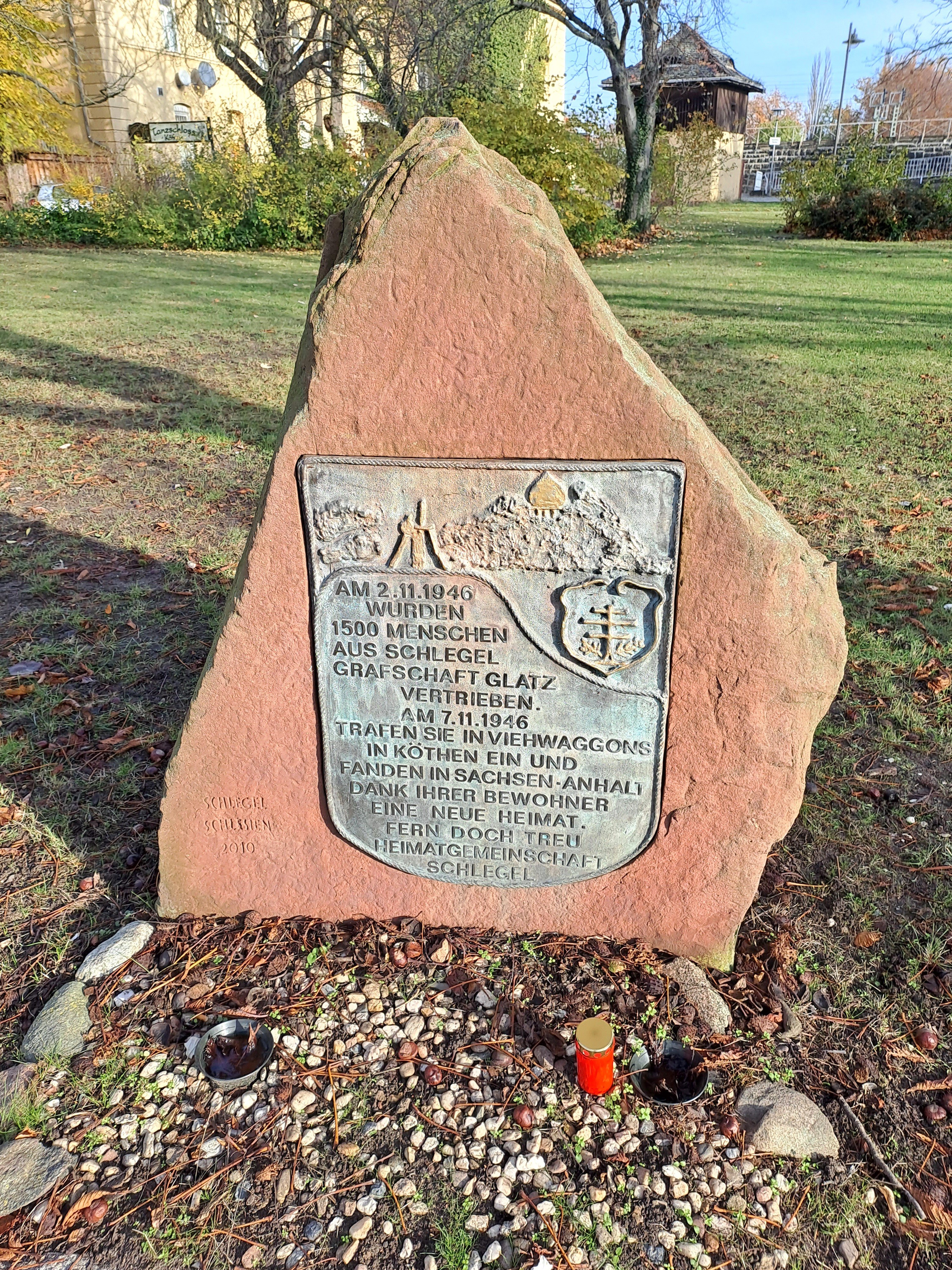
Köthen

- Arneburg, Gedenktafel (2002): „Die deutschen Heimatvertriebenen gedenken der Opfer von Flucht und Vertreibung sowie der im Flüchtlingslager Arneburg Verstorbenen.“
- Aschersleben

1. Städtischer Friedhof in der Schmidtmannstraße (1995): „Zum Gedenken der Opfer von Flucht und Vertreibung. Die Erinnerung lebt in uns fort 1945–1995.“
2. Stadtpark (2010): „Den heimatlosen Frauen und Kindern. Weit und opferreich war ihr Weg in eine neue Heimat.“

- Halberstadt, Gedenkstein: „Zum Gedenken der Opfer von Flucht und Vertreibung.“
- Köthen (Anhalt), Gedenkstein am Bahnhofsplatz (2010): „Am 2.11.1946 wurden 1500 Menschen aus Schlegel Grafschaft Glatz vertrieben. Am 7.11.1946 trafen sie in Viehwaggons in Köthen ein und fanden in Sachsen-Anhalt dank ihrer Bewohner eine neue Heimat. Fern doch treu Heimatgemeinschaft Schlegel“
- Magdeburg: Westfriedhof, Gedenkstein (1995): „Den Opfern von Flucht und Vertreibung 1945–1995.“
- Oebisfelde, Gedenkstein in der Parkanlage am Dämmchen (Volkstrauertag 1992): „In Ehrfurcht und Liebe gedenken wir unserer Ahnen und Gefallenen, den Flucht- und Vertreibungsopfern aus den ehemaligen deutschen Ost- und Siedlungsgebieten.“
- Prettin, Gedenkstein auf dem Friedhof (Volkstrauertag 2011): „Zum Gedenken der Opfer von Gewalt, Flucht und Vertreibung infolge des 2. Weltkrieges. Den Lebenden zur Mahnung.“
- Schönebeck (Elbe), Gedenkstein an der alten Stadtmauer, Nikolaistraße (1995): „Zum Gedenken an Opfer und Leid durch Flucht und Vertreibung, 1945–1995. Bund der Vertriebenen Schönebeck.“
- Schönhausen (Elbe), Gedenkstein in Schönhauser Damm (2010): „Zur Erinnerung an 31 Familien aus Galizien, die 1945 hier eine neue Heimat fanden.“
- Staßfurt, Gedenkstein auf dem Leopoldshaller Friedhof (1996): „Krieg und Vertreibung.“
- Stendal, Gedenktafel auf dem Friedhof (2001): „Die deutschen Heimatvertriebenen gedenken in Ehrfurcht der Opfer von Flucht, Vertreibung und Gewaltherrschaft sowie ihrer Gefallenen.“
- Tangermünde, Gedenkstein: „An dieser Stelle endete am 7. und 8. Mai 1945 für die Soldaten der 12. Armee und für hunderttausende ziviler Flüchtlinge mit dem Übergang über die Trümmer der am 12. April zerstörten Elbbrücke der furchtbare Alptraum des 2. Weltkrieges. Wir gedenken der Opfer von Krieg und Gewalt. Die Stadt Tangermünde am 7. Mai 1995.“
- Weißenfels, Gedenkstein auf dem Friedhof: „Zum Gedenken der Opfer der Vertreibung in Folge des II. Weltkrieges“
- Wernigerode, Gedenkstein im Park am Gebäude des Landratsamtes (2001): „Den Opfern von Krieg, Gewalt und Vertreibung zum Gedenken. Den Lebenden zur Erinnerung, Mahnung und Versöhnung. Zeitweise fanden mehr als 75.000 deutsche Vertriebene 1945 und danach im Landkreis Harz Aufnahme.“